# Nele Neuhaus
Pour les articles homonymes, voir Neuhaus.
Œuvres principales
- Flétrissure
- Blanche-Neige doit mourir
- Vent de sang

Cornelia « Nele » Neuhaus, née le 20 juin 1967 à Münster, en Westphalie, est une écrivaine allemande, auteure de roman policier et de littérature d'enfance et de jeunesse.

## Biographie
Nele Nehaus naît en 1967 dans une famille de quatre enfants. Elle grandit à Paderborn jusqu'à ses 11 ans, âge à laquelle elle déménage avec sa famille dans la région du Taunus quand son père, Bernward Löwenberg, est nommé membre du parlement local de l'arrondissement de Main-Taunus. Dès son plus jeune âge, Neuhaus développe un penchant pour l'écriture. 
Après des études au secondaire, elle étudie le droit et la philologie allemande, avant de laisser tomber après quelques semestres. 
Elle travaille un temps dans une agence de publicité et, après son mariage, dans la charcuterie de son mari avant de se lancer, à partir de 2009, dans l'écriture d'une série policière un duo d'enquêteurs formé par le distingué commissaire Oliver von Bodenstein et son assistante, la plus prosaïque Pia Kirchhoff.
Nele Neuhaus a également écrit des ouvrages de littérature d'enfance et de jeunesse, notamment les séries Elena et Charlottes Traumpferd.

## Œuvre

### Romans policiers

#### SérieOliver von Bodenstein et Pia Kirchhoff
1. (de) Eine unbeliebte Frau, 2009
2. (de) Mordsfreunde, 2009
3. Flétrissure, Actes Sud, coll. « Actes noirs », 2011 ((de) Tiefe Wunden, 2009), trad. Jacqueline Chambon, 357 p.  (ISBN 978-2-7427-9908-4)Réédition, Actes Sud, coll. « Babel noir » no 66, 2012, 496 p. (ISBN 978-2330-01304-2)
4. Blanche-Neige doit mourir[1], Actes Sud, coll. « Actes noirs », 2012 ((de) Schneewittchen muss sterben, 2010), trad. Jacqueline Chambon, 395 p.  (ISBN 978-2-330-01248-9)Réédition, Actes Sud, coll. « Babel noir » no 99, 2013, 516 p. (ISBN 978-2330-01875-7)
5. Vent de sang, Actes Sud, coll. « Actes noirs », 2013 ((de) Wer Wind sät, 2011), trad. Jacqueline Chambon, 448 p.  (ISBN 978-2330-02505-2)Réédition, Actes Sud, coll. « Babel noir » no 124, 2015, 561 p. (ISBN 978-2330-03943-1)
6. Méchant Loup, Actes Sud, coll. « Actes noirs », 2014 ((de) Böser Wolf, 2012), trad. Jacqueline Chambon, 402 p.  (ISBN 978-2-330-03475-7)Réédition, Actes Sud, coll. « Babel noir » no 148, 2016, 517 p. (ISBN 978-2330-05874-6)
7. Les Vivants et les Morts, Actes Sud, coll. « Actes noirs », 2016 ((de) Die Lebenden und die Toten, 2014), trad. Juliette Aubert, 491 p.  (ISBN 978-2-330-05785-5)Réédition, Actes Sud, coll. « Babel noir » no 176, 2017, 576 p. (ISBN 978-2330-07605-4)
8. Promenons-nous dans ce bois, Calmann-Lévy, 2018 ((de) Im Wald, 2016), trad. Elisabeth Landes, 539 p.  (ISBN 978-2-7021-6422-8)
9. Les oubliées du printemps, Calmann-Lévy, 2020 ((de) Muttertag, 2018), trad. Elisabeth Landes, 544 p.  (ISBN 978-2-3665-8308-3)
10. Amitié éternelle, Actes Sud, coll. « Actes noirs », 2024 ((de) In ewiger Freundschaft, 2021), trad. Juliette Aubert, 560 p.  (ISBN 978-2-330-18529-9)Réédition, Actes Sud, coll. « Babel noir » no 326, 2025, 592 p. (ISBN 978-2-330-21251-3) (à paraître le 1er octobre 2025)

#### Romans indépendants
- (de) Unter Haien, 2009
- (de) Sommer der Wahrheit, 2014Sous le nom de Nele Löwenberg.

### Ouvrages de littérature d'enfance et de jeunesse

#### SérieElena
1. Une vie au galop, Actes Sud, coll. « Actes Sud Junior », 2012 ((de) Elena – ein Leben für Pferde. Band 1: Gegen alle Hindernisse, 2011), trad. Brigitte Déchin, 336 p.  (ISBN 978-2-330-00594-8)
2. L'Été au galop, Actes Sud, coll. « Actes Sud Junior », 2013 ((de) Elena – ein Leben für Pferde. Band 2: Sommer der Entscheidung, 2011), trad. Brigitte Déchin, 288 p.  (ISBN 978-2-330-01921-1)
3. (de) Elena - ein Leben für Pferde. Band 3: Schatten über dem Turnier, 2013
4. (de) Elena - Ein Leben für Pferde. Band 4: Elena, Das Geheimnis der Oaktree-Farm, 2014

#### SérieCharlottes Traumpferd
1. (de) Charlottes Traumpferd: Planet Girl, 2012
2. (de) Charlottes Traumpferd: Gefahr auf dem Reiterhof, 2012
3. (de) Charlottes Traumpferd: Ein unerwarteter Besucher, 2014

#### Ouvrages indépendants
- (de) Das Pferd aus Frankreich, 2007